# Genséric
Genséric, aussi connu sous le nom de Gaiseric ou Geiseric (en latin : Gaisericus, Geisericus ; du gotique : Gaisareiks, signifiant « puissant par la lance »), né vers 389, près du lac Balaton, et mort le 25 janvier 477, à Carthage, est roi des Vandales et des Alains, de 428 à 477, et fondateur du royaume vandale en 429. Il est l'un des principaux acteurs de la chute de l'Empire romain d'Occident, au Ve siècle. Au cours de ses presque 50 années de règne, il élève les Vandales, une tribu germanique relativement insignifiante, au rang de puissance méditerranéenne majeure. Après sa mort, son royaume entre dans une rapide période de déclin, et, finalement, d'effondrement.
Succédant à son frère, Gondéric, à l'époque où les Vandales s'installent en Bétique, dans l'Hispanie romaine, Genséric se défend avec succès contre une attaque des Suèves, et transporte tout son peuple au Maghreb, en 428. Il y est peut-être invité par le comte d'Afrique, Boniface, qui souhaite utiliser la force militaire des Vandales dans sa lutte contre le gouvernement impérial.
Genséric cause de grandes dévastations en se déplaçant vers l'est du détroit de Gibraltar, à travers le Maghreb. Il affronte Boniface, bat son armée en 430, puis écrase les armées conjointes des empires romains d'Orient et d'Occident, qui sont envoyées contre lui. En 435, il conclut un traité avec les Romains, en vertu duquel, les Vandales conservent la province romaine de Maurétanie césarienne et une partie de la Numidie, en tant que peuple fédéré (alliés sous traité spécial) de Rome. Le 19 octobre 439, Genséric s'empare de Carthage par surprise, portant un coup dévastateur au pouvoir impérial. Dans le traité de 442 avec Rome, les Vandales sont reconnus comme les souverains indépendants de l'Afrique proconsulaire, la Byzacène et d'une plus grande partie de la  Numidie. Saisissant la Sicile en 440, et plus tard, les îles Baléares, la Sardaigne, la Corse et Malte, la flotte de Genséric parvient bientôt à contrôler une grande partie du bassin méditerranéen.
Son exploit le plus célèbre, cependant, est la prise et le pillage de Rome en juin 455. Par la suite, Genséric ravage toute la Méditerranée et vient à bout de deux grandes tentatives des Romains de le renverser, celle de l'empereur Majorien en 460 ou 461 et celle dirigée par Basiliscus à la bataille du Cap Bon en 468. À l'âge de 87 ans, il meurt et est remplacé par son fils, Hunéric.

## Biographie

### Jeunesse et succession
Genséric est un fils illégitime du roi vandale Godégisel et d'une concubine servile d'origine romaine ; il est supposé être né près du lac Balaton (dans l'actuelle Hongrie) vers 389. Il existe peu de documents sur ses jeunes années. Il apparaît surtout dans l’histoire avec son accession au pouvoir royal lors de ses quarante ans.
Il est adolescent lorsque les Vandales traversent le Rhin. À la fin de 406, son père est tué lors de la bataille de Mayence contre les Francs, pendant la traversée du Rhin. Néanmoins, les Vandales finissent par l'emporter.
Son demi-frère Gundéric est nommé roi, les Vandales franchirent le Rhin et envahirent la Gaule et l'Hispanie. Genséric semble avoir un rôle important dans le pillage de ces provinces, puis dans l’invasion de l’Espagne en 409. Selon l'historien byzantin Jordanès, il était « fort connu à Rome par le mal qu'il avait fait aux Romains ».
Il le décrit ainsi : « Sa taille était moyenne, et une chute de cheval l'avait rendu boiteux. Profond dans ses desseins, parlant peu, méprisant le luxe, colère à en perdre la raison, avide de richesses, plein d'art et de prévoyance pour solliciter les peuples. »
Après la mort de Gundéric en 428, Genséric est élu roi. Il commence immédiatement à chercher des moyens d'augmenter la puissance et la richesse de son peuple, qui réside alors dans la province romaine de Bétique, dans le sud de l'Hispanie. Là-bas, les Vandales ont beaucoup souffert des attaques des fédérés Wisigoths, plus nombreux, et peu de temps après avoir pris le pouvoir, Genséric décide de laisser l'Hispanie à cette tribu germanique rivale. En fait, il semble avoir commencé à construire une flotte vandale avant même qu'il ne devienne roi. En 428, il est attaqué à revers par une grande armée de Suèves, sous le commandement de Heremigarius, qui a réussi à prendre la Lusitanie. Cette armée de Suèves est vaincue près de Mérida et son chef se noie dans le fleuve Guadiana en essayant de s'enfuir.

### Débarquement en Afrique

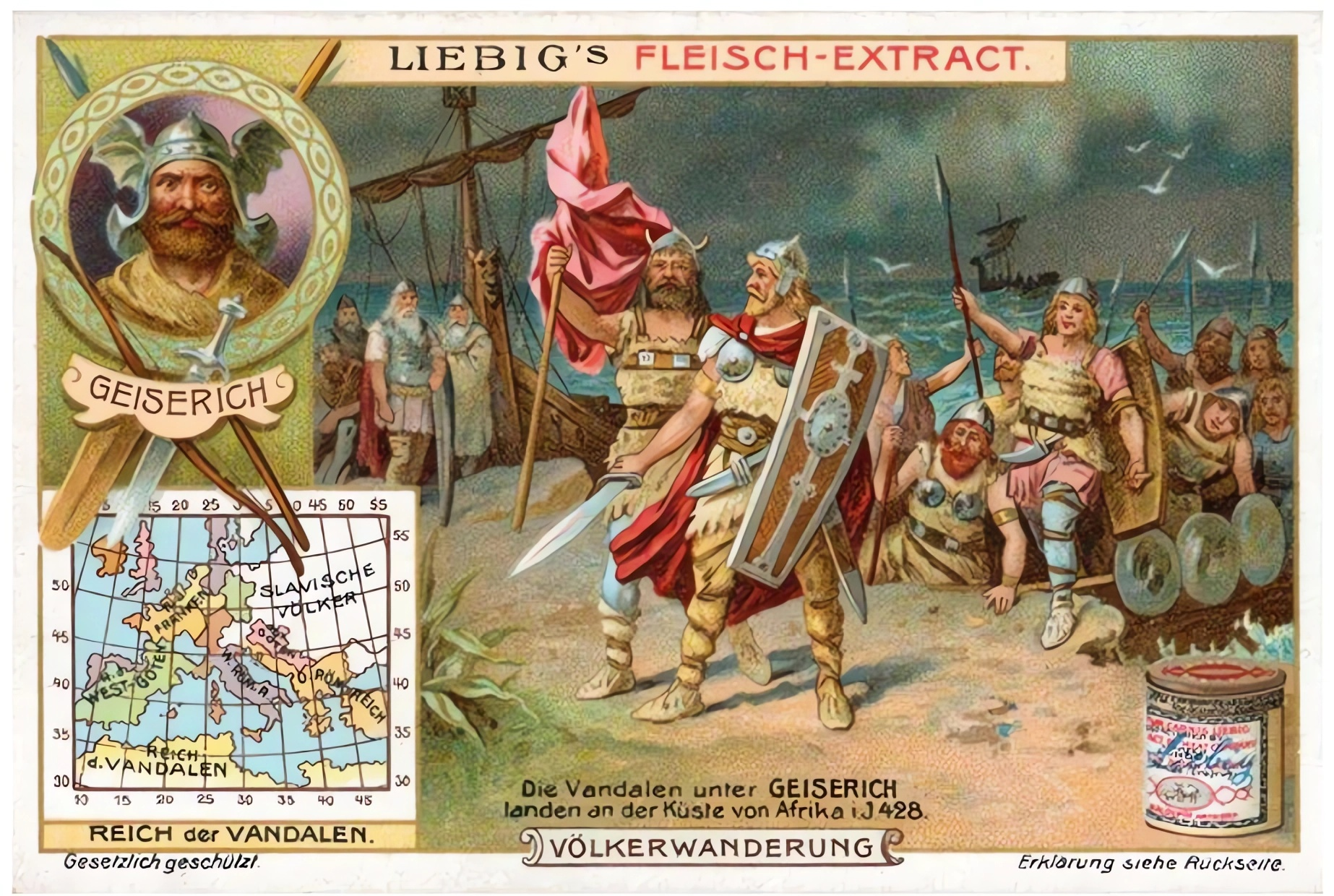
Les Vandales dirigés par Genséric débarquent sur les côtes de Maurétanie en 429.

En mai 429, profitant d'une dispute entre le gouverneur d'Afrique Boniface et le général romain Aetius, Genséric fait passer une grande partie de son peuple par le détroit de Gibraltar de Tarifa aux rivages voisins de Tanger, soit environ 80 000 personnes dont 15 000 à 20 000 guerriers, auxquelles se sont joints une partie des Alains battus par les Goths en 418. Il y a des indices que les Vandales pourraient avoir été invités par Boniface, qui souhaitait utiliser la force militaire des Vandales dans sa lutte contre Aetius.
Une fois débarqué, il remporte de nombreuses batailles contre les défenseurs romains, faibles et divisés, et traverse rapidement le territoire qui correspond au nord du Maroc et de l'Algérie actuels.
En mai ou juin 430, Genséric met le siège devant Hippone,, siège épiscopal de saint Augustin qui meurt trois mois plus tard,. Pendant que le gros de son armée impose un blocus terrestre et maritime, des détachements pillent la province environnante.
Les Vandales, inexpérimentés dans l'art d'assiéger une place bien défendue, échouent à prendre la ville : après 14 mois, peut-être poussé par des problèmes de ravitaillement ou de maladies, Genséric lève le siège,. Une hypothèse alternative d'un traité offrant un sauf-conduit à Boniface et aux habitants de la ville a également été évoquée.
Au début de l'été 431, les renforts envoyés par l'Empire d'Orient et d'Occident, menés par le magister militum Aspar, débarquent en Afrique, probablement à Carthage. Après avoir rejoint les troupes de Boniface, Aspar affronte les Vandales entre Carthage et Hippone mais il est sévèrement battu. Parmi les otages figure Marcien, futur empereur d'Orient, alors garde personnel d'Aspar. Boniface de son côté est rappelé en Italie par la régente Galla Placidia.
Après son siège, Hippone est abandonnée par ses habitants et finira par être prise par les Vandales un an plus tard,. La ville aurait alors été incendiée, mais aucune preuve archéologique ne vient corroborer cet épisode.
La paix entre Genséric et l'empereur romain Valentinien III est conclue le 11 février 435 et, en retour de la reconnaissance de Genséric comme roi des terres qu'il a conquises avec ses hommes, les Vandales cessent les attaques contre Carthage et rendent tribut à l'Empire, et Genséric envoie son fils Hunéric comme otage à Rome.
Le 19 octobre 439, notant que les armées de l'Empire d'Occident sont fortement occupées en Gaule, Genséric prend possession de Carthage par surprise. Stewart Oost remarque : « Ainsi, il [Genséric] accomplit sans aucun doute ce qu'il avait eu l'intention de faire depuis son arrivée en Afrique ». Les Romains sont pris au dépourvu, et Genséric prend une grande partie de la marine romaine d'Occident, accostée dans le port de Carthage. L'évêque catholique de la ville, Quodvultdeus, est exilé à Naples, puisque Genséric exige que tous ses conseillers étroits suivent la forme arienne du christianisme. Néanmoins, Genséric accorde la liberté de culte aux catholiques, tout en insistant sur le fait que l'élite du régime suive l'arianisme. Les personnes ordinaires ont des impôts bas sous son règne, car la plupart de la pression fiscale est sur les riches familles romaines, et le clergé catholique.
Le royaume vandale se dote peu à peu de sa propre flotte, et menace maintenant l'Empire romain pour la maîtrise de la Méditerranée occidentale. Carthage, nouvelle capitale des Vandales, redevient ennemie de Rome pour la première fois depuis les guerres puniques. Avec l'aide de leur flotte, les Vandales dominent bientôt la Sicile, la Sardaigne, la Corse et les îles Baléares. Genséric renforce tant les défenses de Carthage que sa flotte réglemente l'emplacement des ariens et des catholiques. En 442, les Romains reconnaissent la prise de Carthage et le royaume vandale comme un état indépendant, plutôt que subsidiaire à la domination romaine. La région de l'actuelle Algérie, restée en grande partie indépendante des Vandales, est passée de province romaine à alliée. Pendant les trente années qui suivent, Genséric et ses soldats naviguent le long de la Méditerranée, vivant comme des pirates et des pillards. D'après Jordanès, Genséric était boiteux à cause d'une chute à cheval, et une légende raconte que, incapable de sauter sur un cheval, il assouvissait alors son désir de gloire militaire sur la mer.

### Consolidation du pouvoir et vie future

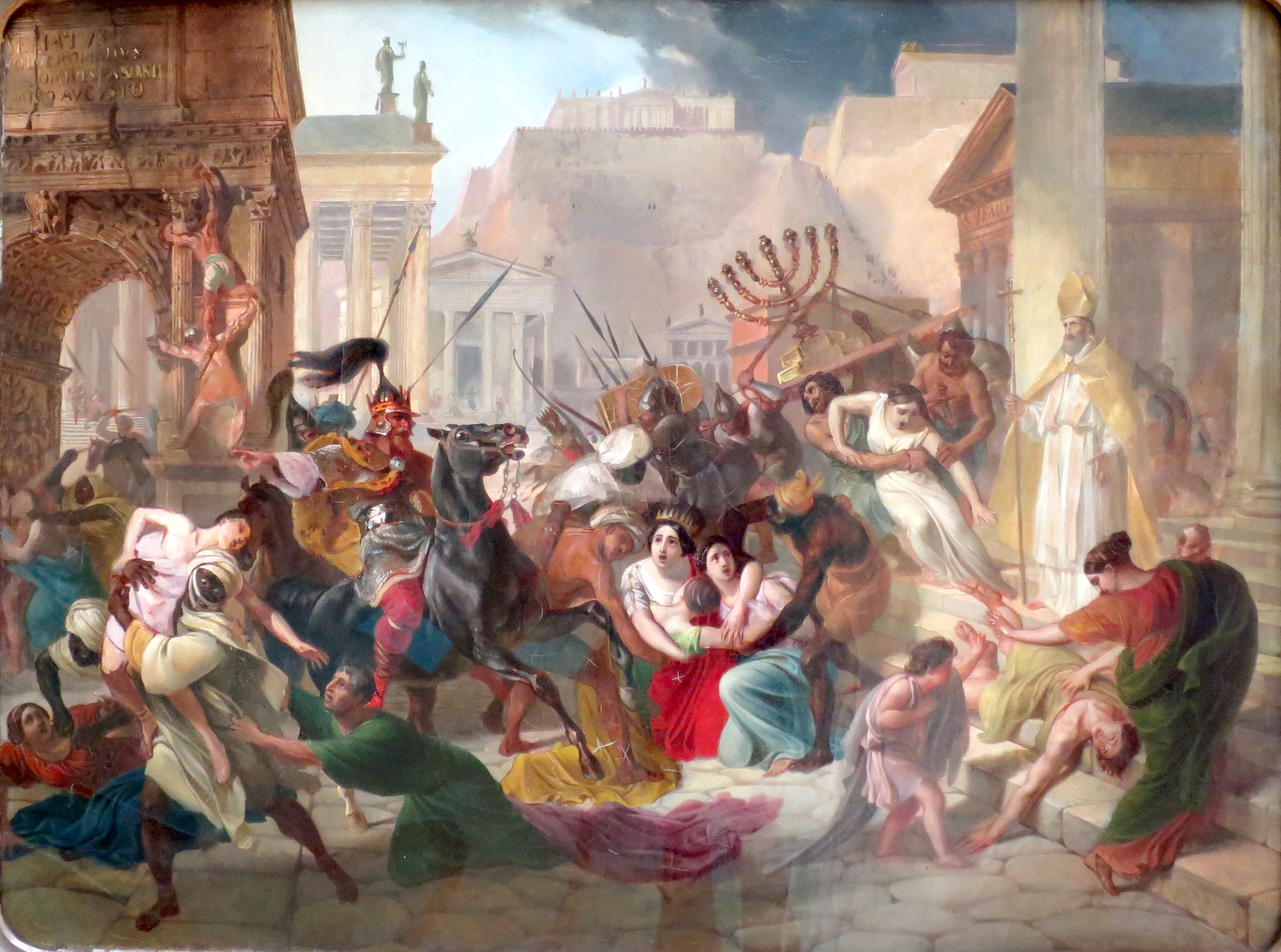
Genséric mettant à sac Rome en 455, peinture par Karl Brioullov, huile sur toile, réalisée entre 1833 et 1836. Galerie d'État Tretiakov, Moscou.

En 455, l'empereur romain Valentinien III est assassiné sur les ordres de Petronius Maximus, qui a usurpé le trône. Genséric estime que ces actes annulent son traité de paix avec Valentinien. Le 31 mai, lui et ses hommes, dont un large contingent berbère - Genséric ayant obtenu leur allégeance à la mort de Valentinien - débarquent sur le sol italien, et marchent sur Rome, où le pape Léon Ier l'implore de ne pas détruire la ville antique, ou de tuer ses habitants. Genséric accepte, et les portes de Rome s'ouvrent à lui, et à ses hommes.
Maximus, qui fuit plutôt que de se battre contre le chef de guerre vandale, est tué par une foule romaine en dehors de la ville. Bien que l'histoire se souvienne du sac vandale de Rome comme un acte extrêmement brutal - en faisant du mot vandalisme un terme désignant tout acte destructif gratuit - en réalité les Vandales n'ont pas causé de grande destruction dans la ville ; ils ont, cependant, pris de l'or, de l'argent et beaucoup d'autres choses de valeur. Genséric prend aussi avec lui l'impératrice Licinia Eudoxia, veuve de Valentinien, et ses filles, Eudocia et Placidia. Beaucoup de gens importants sont pris en otage pour encore plus de richesses. Eudocia épouse le fils de Genséric, Hunéric, après son arrivée à Carthage. Ils ont été fiancés plus tôt, comme un acte de solidification du traité de 442.
Avec le secours des Berbères, Genséric réalise chaque année, au printemps, des raids esclavagistes dévastateurs en Sicile et en Italie, « et après avoir tout ravagé, et épuisé le pays non seulement d'argent, mais encore d'habitants, il se tourna vers les possessions de l'empereur d'Orient », ravageant l'Illyrie, la plus grande partie du Péloponnèse et de la Grèce, et les îles voisines; il effectue de nouveau raids en Sicile et en Italie, pille et dévaste toutes les côtes de la Méditerranée. D'après Procope, un jour, quand Genséric allait monter sur son vaisseau dans le port de Carthage, et que déjà les voiles étaient déployées, le pilote lui demanda vers quelle région il devait diriger son expédition, Genséric lui aurait répondu : « Vers celle que Dieu veut châtier dans sa colère ».

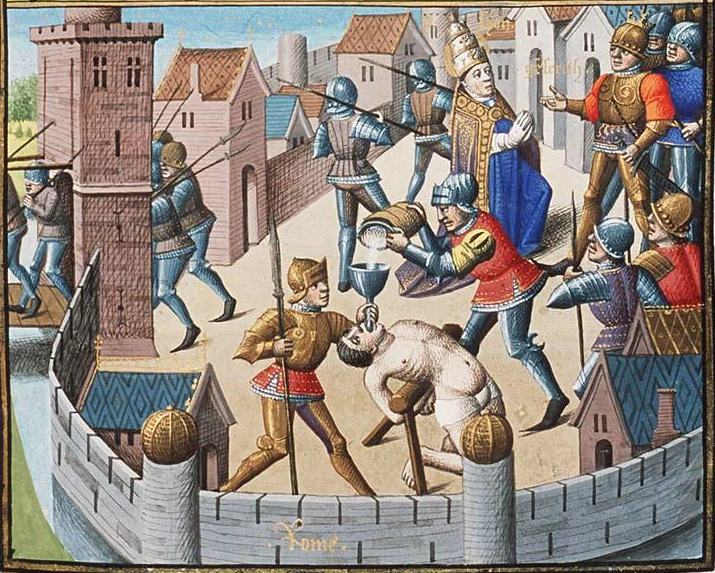
Le pape Léon Ier (pape) tente de dissuader Genséric de mettre Rome à sac. (miniature ca. 1475).

En 468, le royaume de Genséric est la cible du dernier effort concerté des deux moitiés de l'Empire romain. Les Romains veulent soumettre les Vandales, et mettre fin à leurs raids de pirates. Genséric écrase la flotte byzantine commandée par Basiliscus, lors de la bataille du Cap Bon. Selon l'historien byzantin Procope de Césarée, la force d'invasion romaine totale est de 100 000 hommes, avec une flotte tirée de l'ensemble de la Méditerranée orientale. Genséric envoie une flotte de 500 navires vandales contre les Romains, perdant 340 navires dans le premier engagement, mais réussissant à détruire 600 navires romains dans la seconde. Les Romains abandonnent la campagne, et Genséric reste le maître de la Méditerranée occidentale jusqu'à sa mort, du détroit de Gibraltar, jusqu'à la Tripolitaine.
Après avoir défait les Romains, Genséric attaque le Péloponnèse, et tente de prendre le Ténare mais est repoussé « avec une perte notable des siens ». En représailles, il aborde à Zacinthe (actuelle Zante), où il fait massacrer la population et fait 500 prisonniers « des plus considérables des habitants ». Sur le chemin du retour vers Carthage, au milieu de la mer Adriatique, il fait démembrer ces prisonniers, et jette leurs membres dans la mer.
En 474, Genséric fait la paix avec l'Empire byzantin, et il meurt le 25 janvier 477, à l’âge de 87 ans. Son fils Hunéric lui succède.

## Dans les arts

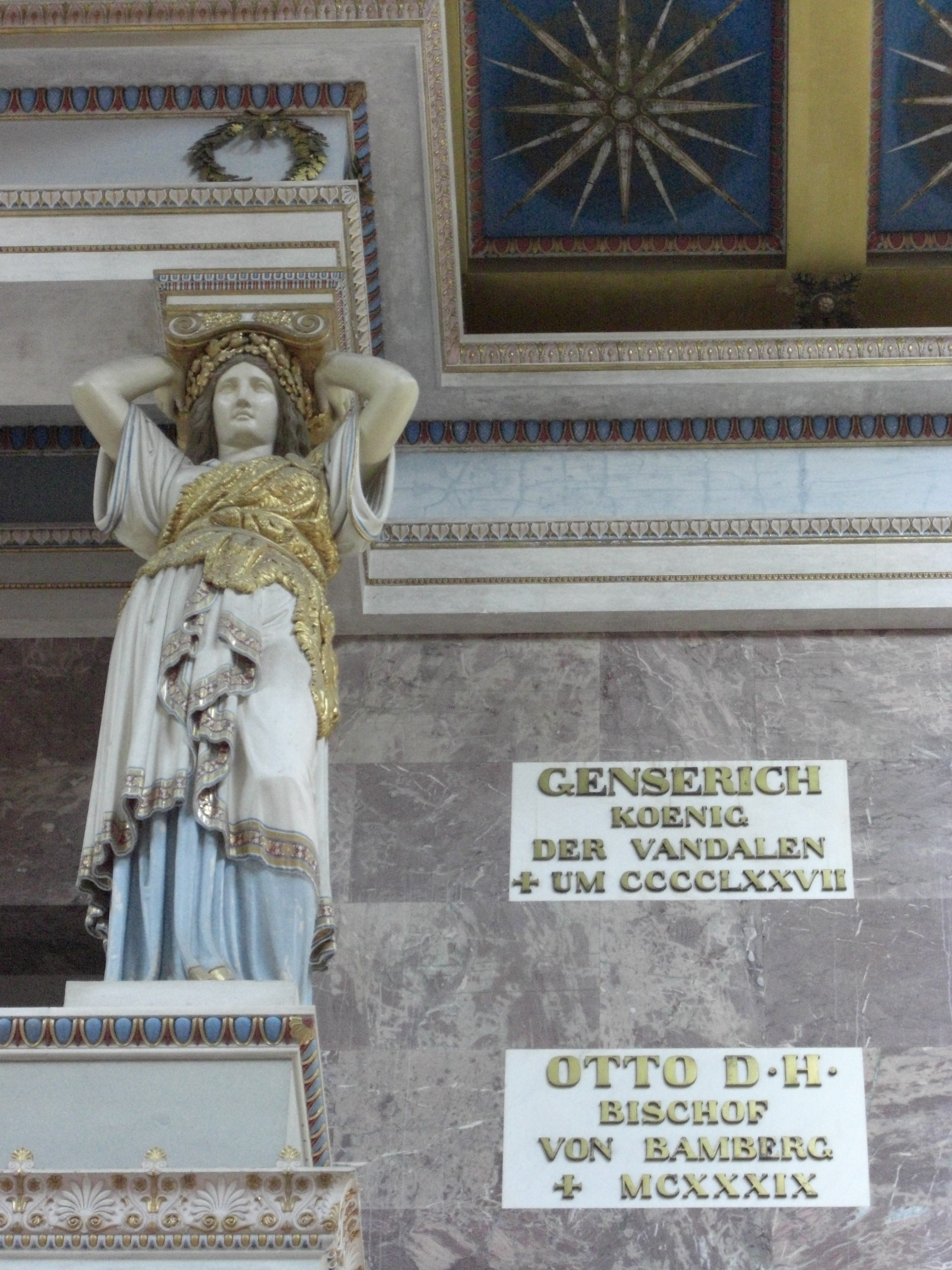
Mémoire de Genséric dans le temple du Walhalla, en Bavière - milieu du XIXe siècle.

### Télévision
- Dans la mini-série Augustine: The Decline of the Roman Empire (2010), Genséric est incarné par l'acteur allemand Götz Otto.
- Dans le docufiction Barbarians Rising (en) (2016), Genséric est présenté comme le grand instigateur machiavélique de la chute de l’Empire Romain d’Occident. Il est incarné par l'acteur britannique Richard Brake.
- Dans le manga dark fantasy de Kentaro Miura, Berserk, le personnage de Skull Knight aurait été le roi Gaiseric (Genséric), mais le personnage a des similitudes avec Charlemagne.

## Référencement